# Ardenneki amerikai katonai temető
Az ardenneki amerikai katonai temető (Ardennes American Cemetery) egy második világháborús sírkert, amely a belgiumi Neupré közelében található.

## Története
A 365 ezer négyzetméteres temetőben 5162 amerikai katona nyugszik, 65 százalékuk a légierő tagja volt. A keresztek egyenes sorokban állnak, és egy görög keresztet rajzolnak ki. A temetőben egy emlékmű is található, homlokzatán az amerikai sas szobrával. Az emlékművön belül kápolna van, falain márványtérképek mutatják a második világháború nyugati frontjának legfontosabb helyeit, történéseit. Az emlékmű alapzatán gránitlapokat helyeztek el, amelyeken annak a 463 amerikai katonának a neve olvasható, aki ismeretlen helyen nyugszik. A temetőt az American Battle Monuments Commission gondozza.